# Bogotazo
Il Bogotazo è un periodo di proteste, disordini e repressioni che si ebbe nel centro di Bogotà, capitale della Colombia, in seguito all'assassinio di Jorge Eliécer Gaitán, candidato indipendente per il Partito Liberale per le elezioni del 1950, avvenuto il 9 aprile 1948. È considerato uno dei primi atti del periodo conosciuto come La Violencia.

## Precedenti

### 1946
Nel corso del 1946 verso la fine del governo di Alberto Lleras Camargo, che aveva assunto l'incarico in seguito alle dimissioni di Alfonso López Pumarejo, il Partito Liberale colombiano si divise in due correnti capeggiate dai due candidati alle elezioni presidenziali del 5 maggio: il candidato ufficiale Gabriel Turbay e Jorge Eliécer Gaitán, candidato indipendente.
Questa divisione facilita la vittoria elettorale del Partito conservatore che torna alla presidenza, dopo 16 anni di governi liberali, con il candidato Mariano Ospina Pérez.
I voti dei 3 candidati furono: Ospina 565 000 voti, Turbay 441 000 voti e Gaitán 358 000 voti, la maggior parte dei voti di Gaitán furono ottenuti nei principali centri Ospina Pérez fece un governo di unità nazionale con la partecipazione dei 2 partiti.

### 1947
Le elezioni legislative del 16 marzo 1947 vedono il prevalere dei candidati seguaci di Gaitán e il 14 luglio i vertici del partito gli assegnano la guida del partito Liberale. Il Congresso il 24 ottobre lo proclama capo unico del partito e la morte di Gabriel Turbay, avvenuta per cause naturali a Parigi il 17 novembre dello stesso anno, fa sì che Gaitán sia il candidato unico per le elezioni del 1950.
La sua campagna elettorale prevedeva un miglioramento delle condizioni di vita delle classi più povere della società colombiana, questo fece ottenere molti consensi a Gaitán portandolo ad essere il favorito per le elezioni del 1950.

### 1948
Il 7 febbraio 1948 Gaitán guida una manifestazione di più di 100 000 persone, la Marcha del Silencio, per protestare contro le numerose violenze politiche avvenute nelle diverse parti del paese.
Nel suo discorso, noto come Oración por la paz si rivolge al presidente Ospina Pérez dicendo: 
Il 15 febbraio, Gaitán in una manifestazione per ricordare 20 liberali massacrati nel dipartimento di Caldas fece un nuovo discorso, chiamato Oración por los Humildes, nel quale disse:
Il 15 marzo visti la passività del governo l'aumento della violenza, il giorno precedente a Bucaramanga gruppi non identificati attaccarono dei militanti liberali, Gaitán chiede ai ministri del suo partito di lasciare il governo conservatore.
Il 30 marzo viene inaugurata a Bogotà la IX Conferenza Panamericana, la delegazione colombiana è presieduta dal ministro degli esteri Laureano Gómez. Vengono ammessi soltanto i dirigenti ufficiali del partito liberale e a Gaitán non viene permesso di partecipare ai lavori. Laureano Gómez è eletto presidente della conferenza e la delegazione colombiana è guidata da Carlos Lozano y Lozano.

## I fatti
Gaitán uscì dal suo ufficio per recarsi a pranzo con Plinio Mendoza Neira, Pedro Eliseo Cruz, Alejandro Vallejo e Jorge Padilla, verso le 13:00 del 9 aprile. Uscendo dal palazzo Mendoza Neira lo prese per il braccio portandolo avanti al gruppo per chiedergli un consiglio, oltrepassata la porta del palazzo 3 proiettili colpiscono il politico portandolo alla morte pochi minuti dopo all'ospedale dove il suo amico Pedro Eliseo Cruz stava tentando di fargli una trasfusione di sangue. I colpi, secondo la versione ufficiale furono sparati da Juan Roa Sierra, anche se questa versione ha diversi punti oscuri.
Secondo altre testimonianze due individui sospetti erano stati visti diverse volte nelle vicinanze dell'ufficio di Gaitán a partire dalla metà di marzo; questo fatto insospettì l'ascensorista dell'edificio, Pablo López, che riferì il fatto alla segreteria di Gaitán. Gli stessi due individui furono visti il 9 aprile, uno più alto e magro rispetto all'altro. Stavano aspettando l'uscita di Gaitán. Quando egli usci, il più alto fece un segnale al più piccolo, che sparò. Il numero e la frequenza dei colpi varia a seconda delle testimonianze. L'uomo più alto si mescolò alla folla, mentre il più piccolo rimase lì con la pistola in mano.
Le persone che si trovavano sulla strada, per la maggior parte persone di classe sociale umile (venditori di lotteria, lustrascarpe, ecc.) rincorsero il presunto assassino gridando: Hanno ucciso il dottor Gaitán, prendiamo l'assassino. Un funzionario di Polizia, Carlos Alberto Jiménez, prese il presunto assassino e lo fece entrare all'interno di una drogheria a poche centinaia di metri dal luogo dell'omicidio per proteggerlo dalla folla, iniziò a interrogarlo, ma il giovane nervoso non riusciva a dire altro che esclamazioni rivolte alla Vergine Maria. La folla riuscì a entrare nella drogheria e colpì Roa Sierra fino ad ucciderlo, il suo corpo senza vita fu poi preso e trascinato per le strade fino al palazzo del governo dove fu lasciato ridotto a brandelli e nudo.
A partire da questo momento iniziò una rivolta nazionale contro il governo di Ospina, chiedendo le sue dimissioni. Nel centro della città iniziarono dei saccheggi che si estesero subito in altre zone della città e in altre città della Colombia. I manifestanti oltre a saccheggiare incendiarono i tram, le chiese, i palazzi del centro della città e gli stessi negozi saccheggiati. All'inizio le forze di polizia cercarono di controllare la folla, in seguito alcuni poliziotti e militari si unirono alla rivolta fornendo ai rivoltanti armi, mentre altri membri delle forze dell'ordine non esitarono a sparare sui dimostranti. Le vittime furono diverse centinaia, si va dai 500 morti riportati in un telegramma dell'ambasciata tedesca fino a stime non ufficiali di più di 3000 morti. Tutto il centro della città fu distrutto e iniziò un periodo di violenza a livello nazionale.
Durante il processo per l'assassinio diverse persone testimoniarono che Roa Sierra non era l'assassino, anzi furono l'assassino e le persone che erano con lui a spingere la folla al linciaggio di Roa Sierra. Altre testimonianze riferirono che Roa Sierra fu l'assassino ma non era solo e non aveva pianificato da solo l'omicidio. Nel 1978 la giustizia colombiana stabilì che Juan Roa Sierra era schizofrenico e agì da solo per motivi personali. Nel libro Vivere per raccontarla, un'autobiografia dello scrittore colombiano Gabriel García Márquez, sono raccontati sia l'omicidio sia la successiva rivolta così come vissuti dalla scrittore colombiano. Diversi analisti considerano che le conseguenze di questi fatti contribuirono alla nascita di movimenti di guerriglia come le FARC e l'ELN. Nel 2001 la televisione colombiana Caracol Television e History Channel fecero un documentario intitolato Bogotazo: Historia de una ilusión (Bogotazo: Storia di una illusione) dedicato ai misteri collegati alla morte di Jorge Eliecer Gaitán.

## La conferenza Panamericana
I lavori della IX Conferenza Panamericana erano entrati nel vivo, gli Stati Uniti avevano come obiettivo quello di convincere gli stati partecipanti a dichiarare il comunismo come un'attività fuori legge. In quella conferenza si stavano ponendo le basi per quella che sarà poi l'Organizzazione degli Stati Americani. Negli stessi giorni si stava organizzando anche un congresso degli studenti latinoamericani in risposta alla conferenza panamericana, con lo scopo di protestare nei confronti dell'interventismo statunitense in diverse nazioni americane.
Questo congresso fu finanziato dal governo peronista argentino e vi intervennero studenti di diversi paesi sudamericani, soprattutto da Panama, Costa Rica, Messico, Venezuela e Cuba. Tra i partecipanti c'era il futuro presidente cubano Fidel Castro, allora studente di legge. Castro era arrivato a Bogotà il 31 marzo e aveva preso contatti con altri studenti e Gaitán per organizzare una manifestazione di studenti al termine della quale Gaitán doveva tenere un discorso. Per organizzare la manifestazione era previsto un incontro tra Castro e Gaitán per il 9 aprile, alle 14:00, l'incontro non si fece a causa dell'assassinio del leader liberale. Secondo alcune fonti l'assassinio è relazionato con lo svolgimento della conferenza.